# Tony Atkinson
Anthony Barnes Atkinson CBE FBA (Caerleon, 4 de setembro de 1944 - Oxford, 1 de janeiro de 2017) foi um economista britânico, Professor do Centenário na London School of Economics e pesquisador sênior do Nuffield College, Oxford.
Um aluno de James Meade, Atkinson estabeleceu o campo britânico de estudos de desigualdade e pobreza praticamente sozinho. Ele trabalhou com desigualdade e pobreza por mais de quatro décadas.

## Educação e carreira
Atkinson nasceu em Caerleon, uma cidade no sul do País de Gales, perto da fronteira com a Inglaterra. Atkinson cresceu no norte de Kent e estudou na Cranbrook School. Ele estudou economia e se formou na Universidade de Cambridge em 1966 com um diploma de primeira classe. Posteriormente, ele passou um tempo no Instituto de Tecnologia de Massachusetts. No MIT, ele participou do curso de teoria do crescimento de Robert Solow e trabalhou como assistente de pesquisa de Solow. Depois de retornar do MIT, ele considerou escrever uma tese de doutorado em economia do desenvolvimento, mas eventualmente nunca o fez.
Em 1971, aos 27 anos, tornou-se professor titular de economia na Universidade de Essex. Em 1976, ele se tornou professor de economia política na University College de Londres.

## Obra
O trabalho de Atkinson foi predominantemente sobre distribuição de renda, mas ele também trabalhou com um amplo campo de outras questões econômicas e sociais, incluindo tributação, distribuição de riqueza, economia do estado de bem-estar social, economia da saúde e pobreza. Em sua longa carreira, ele publicou mais de 350 artigos de pesquisa e escreveu 24 livros. A característica de grande parte de seu trabalho é uma combinação de perspectivas teóricas e aplicadas.

### Pobreza global
De 2013 a 2016, ele presidiu a Comissão de Pobreza Global do Banco Mundial. A comissão incluiu Amartya Sen, Ana Revenga, François Bourguignon, Stefan Dercon, Nora Lustig e teve como objetivo aconselhar as instituições internacionais sobre como medir e monitorar a pobreza global. A comissão é geralmente chamada de Comissão Atkinson.

## Influências
Atkinson, que trabalhou com desigualdade e pobreza por mais de quatro décadas, foi um mentor de Thomas Piketty (autor de O Capital no Século XXI ); eles trabalharam juntos na construção de um banco de dados histórico sobre as receitas superiores. Piketty o descreveu como "o padrinho dos estudos históricos de renda e riqueza".
O prêmio Nobel Angus Deaton lembrou o primeiro seminário de economia de que participou: "o primeiro seminário que ouvi sobre economia, em Cambridge em 1969, foi Tony apresentando seu famoso artigo sobre a medição da desigualdade. Isso me fez pensar que economia era um assunto muito legal, pensei que todas as palestras de economia fossem assim, e isso me arruinou por uma vida inteira de seminários".
Ele teve uma grande influência na próxima geração de pesquisadores. Atkinson aconselhou pelo menos sessenta alunos de doutorado e “além disso, há muitos outros acadêmicos mais jovens que ele influenciou diretamente por meio de sua colaboração em projetos de pesquisa conjunta”.

### Livros
- Atkinson, Anthony B.; Harrison, Allan J. (1978). Distribution of personal wealth in Britain. Cambridge New York: Cambridge University Press. ISBN 9780521217354
- Atkinson, Anthony B.; Stiglitz, Joseph E. (1980). Lectures on public economics. London New York: McGraw-Hill Book Co. ISBN 9780070841055
- Atkinson, Anthony B. (1983). The economics of inequality. Oxford Oxfordshire New York: Clarendon Press Oxford University Press. ISBN 9780198772088
- Atkinson, Anthony B. (1995). Incomes and the welfare state: essays on Britain and Europe. Cambridge New York: Cambridge University Press. ISBN 9780521557962
- Atkinson, Anthony B. (1996). Public economics in action: the basic income/flat tax proposal. Oxford New York: Oxford University Press. ISBN 9780198292166
- Atkinson, Anthony B. (1999). The economic consequences of rolling back the welfare state. Cambridge, Massachusetts: MIT Press. ISBN 9780262011716
- Atkinson, Anthony B.; Bourguignon, François (2000). Handbook of income distribution. Amsterdam New York: Elvesier. ISBN 9780444816313
- Atkinson, Anthony B; Stern, Nicholas H.; Glennerster, Howard (2000). Putting economics to work: volume in honour of Michio Morishima. 22. London: London School of Economics and Political Science, and the STICERD – Suntory-Toyota International Centre for Economics and Related Disciplines. ISBN 9780753013991
- Atkinson, Anthony B. (2004). New sources of development finance. Oxford New York: Oxford University Press. ISBN 9780199278558
- Atkinson, Anthony B.; Piketty, Thomas (2007). Top incomes over the Twentieth Century: a contrast between Continental European and English-speaking countries. Oxford New York: Oxford University Press. ISBN 9780199286881
- Atkinson, Anthony B. (2008). The changing distribution of earnings in OECD countries. Oxford New York: Oxford University Press. ISBN 9780199532438
- Atkinson, Anthony B.; Piketty, Thomas (2010). Top incomes: a global perspective. Oxford New York: Oxford University Press. ISBN 9780199286898
- Atkinson, Anthony B. (2014). Public economics in an age of austerity. New York: Routledge. ISBN 9781138018150
- Atkinson, Anthony B. (2014). Inequality: What Can Be Done?. [S.l.]: Harvard University Press. 384 páginas. ISBN 9780674504769
- Atkinson, Anthony B. (2019). Measuring Poverty around the World, Princeton University Press.

### Capítulos em livros
- Atkinson, Anthony B. (2002), «Globalization and the European welfare state at the opening and the closing of the twentieth century», in:  Kierzkowski, Henryk, Europe and globalization, ISBN 9780333998397, Houndmills, Basingstoke, Hampshire New York: Palgrave Macmillan, pp. 249–273
- Atkinson, Anthony B. (2008), «Concentration among the rich», in:  Davies, James B, Personal wealth from a global perspective, ISBN 9780199548897, Oxford New York: Oxford University Press, pp. 64–89
- Atkinson, Anthony B. (2009), «Welfare economics and giving for development», in:  Kanbur, Ravi; Basu, Kaushik, Arguments for a better world: essays in honor of Amartya Sen | Volume I: Ethics, welfare, and measurement, ISBN 9780199239115, Oxford New York: Oxford University Press, pp. 489–500

### Artigos de periódicos
- Atkinson, Anthony B. (2003). «Income inequality in OECD countries: data and explanations» (PDF). CESifo Economic Studies (Munich). 49 (4): 479–513. doi:10.1093/cesifo/49.4.479
- Atkinson, Anthony B. (outubro de 2003). «Social Europe and social science». Social Policy and Society. 2 (4): 261–72. doi:10.1017/S1474746403001428
- Atkinson, Anthony B. (março de 2007). «The long run earnings distribution in five countries: "remarkable stability", U, V or W?». Review of Income and Wealth. 53 (1): 1–24. doi:10.1111/j.1475-4991.2007.00215.x (Pdf)
- Atkinson, Anthony B. (outubro de 2009). «Economics as a moral science». Economica. 76 (s1): 791–804. doi:10.1111/j.1468-0335.2009.00788.x
- Atkinson, Anthony B. (maio de 2011). «The restoration of welfare economics». American Economic Review. 101 (3): 157–61. doi:10.1257/aer.101.3.157